# Трофимов, Пётр Владимирович
Пётр Влади́мирович Трофи́мов (род. 18 декабря 1983 или 29 ноября 1983, Изедеркино, Чувашская АССР) — российский легкоатлет, специалист по спортивной ходьбе. Выступал на профессиональном уровне в 2003—2016 годах, член сборной России, победитель Кубка мира в командном зачёте, многократный победитель и призёр первенств всероссийского значения, участник чемпионата мира в Берлине. Представлял Москву и Чувашию. Мастер спорта России международного класса.

## Биография
Пётр Трофимов родился 18 декабря 1983 года в деревне Изедеркино Моргаушского района Чувашской АССР.
Занимался лёгкой атлетикой в Моргаушской детско-юношеской спортивной школе им. В. Егоровой и в Республиканской специализированной детско-юношеской школе олимпийского резерва № 8 по спортивной ходьбе. Проходил подготовку под руководством заслуженного тренера России Николая Михайловича Родионова. Окончил Чувашский государственный педагогический университет имени И. Я. Яковлева.
Впервые заявил о себе на международном уровне в сезоне 2003 года, когда вошёл в состав российской национальной сборной и выступил на молодёжном европейском первенстве в Быдгоще, где в программе ходьбы на 20 км стал девятым.
В 2009 году в дисциплине 20 км с личным рекордом 1:19.02 выиграл серебряную медаль на зимнем чемпионате России в Адлере, финишировал пятым на Кубке Европы в Меце. Благодаря череде удачных выступлений удостоился права защищать честь страны на чемпионате мира в Берлине — здесь с результатом 1:26:02 закрыл тридцатку сильнейших.
В 2010 году на зимнем чемпионате России в Адлере стал бронзовым призёром. На Кубке мира в Чиуауа занял 14-е место в личном зачёте 20 км и тем самым помог своим соотечественникам выиграть командный зачёт.
В 2011 году на дистанции 20 км был пятым на зимнем чемпионате России в Сочи и четвёртым на летнем чемпионате России в Саранске.
В 2012 году занял пятое место на зимнем чемпионате России в Сочи и на летнем чемпионате России в Москве.
В 2013 году с лучшим результатом мирового сезона 1:18:28 одержал победу на зимнем чемпионате России в Сочи, стал бронзовым призёром на летнем чемпионате России в Чебоксарах. На Кубке Европы в Дудинце показал 17-й результат в личном зачёте 20 км и выиграл командный зачёт.
В 2014 году выиграл бронзовую медаль на зимнем чемпионате России в Сочи и серебряную медаль на летнем чемпионате России в Чебоксарах. На Кубке мира в Тайцане показал 17-й результат.
В 2015 году взял бронзу на зимнем чемпионате России в Сочи, серебро на летнем чемпионате России в Чебоксарах (позднее в связи с допинговой дисквалификацией Дениса Стрелкова переместился в итоговом протоколе на первую позицию и получил статус чемпиона России). На Кубке Европы в Мурсии закрыл двадцатку сильнейших личного зачёта 20 км и вместе с соотечественниками стал серебряным призёром в командном зачёте.
В 2016 году в ходьбе на 20 км победил на зимнем чемпионате России в Сочи.
За выдающиеся спортивные достижения удостоен почётного звания «Мастер спорта России международного класса».
29 мая 2017 года Всероссийская федерация лёгкой атлетики дисквалифицировала Трофимова на 4 года на основании показателей биологического паспорта. Все выступления спортсмена с 13 августа 2009 года по 18 мая 2013 года были аннулированы.
Впоследствии работал инструктором по физической культуре в Детском саду № 82 комбинированного вида в Чебоксарах.